# Yên Giả
Yên Giả là một xã thuộc thị xã Quế Võ, tỉnh Bắc Ninh, Việt Nam.
Xã Yên Giả có diện tích 7,74 km², dân số năm 1999 là 4430 người, mật độ dân số đạt 572 người/km².